# Équipe de Hongrie de rugby à sept
L'équipe de Hongrie de rugby à sept est l'équipe qui représente la Hongrie dans les principales compétitions internationales de rugby à sept européennes, au sein des Rugby Europe Men's Sevens Championships de la fédération européenne.

## Histoire
L'équipe de Hongrie participe à l'une de ses premières compétition en participant aux qualifications (en) pour la Coupe du monde de rugby à sept en 1997.
Dans leur histoire moderne, leur principale participation à une compétition de haut relief reste surtout leur présence au tournoi de qualification olympique de la Zone Europe, où il termine bon dernier avec une équipe composée d'amateurs, arrivant pourtant à marquer plusieurs essais au cours du championnat.

## Palmarès

### Seven's Grand Prix Series
- 2014 : 1er de la division B (Sud)
- 2015 : 10e/10  de la division A
- 2016 : 3e/8 de la Conférence 1
- 2017 : 1er/12 de la Conférence 1
- 2018 : 11e/12 du Trophy
- 2019 : 1er/12 de la Conférence